# Nuoto ai campionati mondiali di nuoto 2025 - 400 metri stile libero maschili
La gara di nuoto dei 400 metri stile libero maschili dei campionati mondiali di nuoto 2025 è stata disputata il 27 luglio 2025 presso il Singapore Sports Hub di Singapore. Vi hanno preso parte 43 atleti provenienti da 35 nazioni.
La competizione è stata vinta dal nuotatore tedesco Lukas Märtens, mentre l'argento e il bronzo sono andati rispettivamente all'australiano Samuel Short e al coreano Kim Woo-min.

## Podio
| Posizione | Atleta        | Nazionalità   |
| --------- | ------------- | ------------- |
| Oro       | Lukas Märtens | Germania      |
| Argento   | Samuel Short  | Australia     |
| Bronzo    | Kim Woo-min   | Corea del Sud |

## Programma
| Data           | Ora (UTC+3) | Turno    |
| -------------- | ----------- | -------- |
| 27 luglio 2025 | 04:20       | Batterie |
| 27 luglio 2025 | 13:02       | Finale   |

## Record
Prima della competizione il record del mondo e il record dei campionati erano i seguenti:
| Record mondiale       | 3'39"96 | Lukas Märtens Germania   | 12 aprile 2025 Stoccolma, Svezia |
| Record dei campionati | 3'40"07 | Paul Biedermann Germania | 26 luglio 2009 Roma, Italia      |

## Risultati

### Batterie
| Pos. | Batteria | Corsia | Atleta                                  | Nazionalità   | Tempo   | Note |
| ---- | -------- | ------ | --------------------------------------- | ------------- | ------- | ---- |
| 1    | 4        | 4      | Samuel Short                            | Australia     | 3'42"07 | Q    |
| 2    | 5        | 4      | Lukas Märtens                           | Germania      | 3'43"81 | Q    |
| 3    | 4        | 5      | Kim Woo-min                             | Corea del Sud | 3'44"99 | Q    |
| 4    | 3        | 7      | Petar Mitsin                            | Bulgaria      | 3'45"01 | Q    |
| 5    | 5        | 1      | Zhang Zhanshuo                          | Cina          | 3'45"04 | Q    |
| 6    | 5        | 9      | Victor Johansson                        | Svezia        | 3'45"26 | Q,   |
| 7    | 4        | 3      | Oliver Klemet                           | Germania      | 3'45"72 | Q    |
| 8    | 5        | 2      | Marco De Tullio                         | Italia        | 3'45"88 | Q    |
| 9    | 3        | 8      | Ethan Ekk                               | Canada        | 3'46"01 |      |
| 10   | 5        | 5      | Elijah Winnington                       | Australia     | 3'46"37 |      |
| 11   | 5        | 6      | Rex Maurer                              | Stati Uniti   | 3'46"38 |      |
| 12   | 4        | 7      | Lucas Henveaux                          | Belgio        | 3'46"68 |      |
| 13   | 5        | 0      | Zalán Sárkány                           | Ungheria      | 3'46"82 |      |
| 14   | 3        | 6      | Jack McMillan                           | Gran Bretagna | 3'47"28 |      |
| 15   | 3        | 0      | Krzysztof Chmielewski                   | Polonia       | 3'47"55 |      |
| 16   | 5        | 8      | Daniel Wiffen                           | Irlanda       | 3'47"57 |      |
| 17   | 4        | 0      | Dimitrios Markos                        | Grecia        | 3'47"59 |      |
| 18   | 4        | 8      | Stephan Steverink                       | Brasile       | 3'47"93 |      |
| 19   | 3        | 4      | Kazushi Imafuku                         | Giappone      | 3'48"69 |      |
| 20   | 3        | 3      | Ilia Sibirtsev                          | Uzbekistan    | 3'48"75 |      |
| 21   | 4        | 2      | Kristóf Rasovszky                       | Ungheria      | 3'48"84 |      |
| 22   | 5        | 3      | Guilherme Costa                         | Brasile       | 3'48"94 |      |
| 23   | 4        | 1      | David Aubry                             | Francia       | 3'49"13 |      |
| 24   | 4        | 9      | Antonio Djakovic                        | Svizzera      | 3'49"14 |      |
| 25   | 4        | 6      | Fei Liwei                               | Cina          | 3'49"68 |      |
| 26   | 3        | 2      | Sašo Boškan                             | Slovenia      | 3'49"86 |      |
| 27   | 3        | 9      | Yoav Romano                             | Israele       | 3'51"01 |      |
| 28   | 3        | 5      | Khiew Hoe Yean                          | Malaysia      | 3'51"11 |      |
| 29   | 3        | 1      | Juan Morales                            | Colombia      | 3'51"24 |      |
| 30   | 2        | 5      | Kristupas Trepočka                      | Lituania      | 3'51"34 |      |
| 31   | 2        | 3      | Milan Vojtko                            | Slovacchia    | 3'51"97 |      |
| 32   | 2        | 7      | Glen Lim Jun Wei                        | Singapore     | 3'54"97 |      |
| 33   | 2        | 4      | Marin Mogić                             | Croazia       | 3'56"15 |      |
| 34   | 2        | 1      | Gian Santos                             | Filippine     | 3'57"86 |      |
| 35   | 2        | 0      | Kevin Teixera                           | Andorra       | 3'59"00 |      |
| 36   | 5        | 7      | Luka Mijatovic                          | Stati Uniti   | 3'59"68 |      |
| 37   | 2        | 6      | Aryan Nehra                             | Indonesia     | 4'00"39 |      |
| 38   | 2        | 8      | Suleyman Ismayilzada                    | Azerbaigian   | 4'01"33 |      |
| 39   | 2        | 2      | Matthew Caldwell                        | Sudafrica     | 4'01"45 |      |
| 40   | 2        | 9      | Alberto Vega                            | Costa Rica    | 4'06"17 |      |
| 41   | 1        | 4      | Xavier Ventura                          | El Salvador   | 4'07"60 |      |
| 42   | 1        | 5      | Vladimir Alejandro Hernandez Mojarrieta | Cuba          | 4'11"70 |      |
| 43   | 1        | 3      | Binura Thalagala                        | Thailandia    | 4'16"80 |      |

### Finale
| Pos.    | Corsia | Atleta           | Nazionalità   | Tempo   | Note |
| ------- | ------ | ---------------- | ------------- | ------- | ---- |
| Oro     | 5      | Lukas Märtens    | Germania      | 3'42"71 |      |
| Argento | 4      | Samuel Short     | Australia     | 3'42"86 |      |
| Bronzo  | 3      | Kim Woo-min      | Corea del Sud | 3'42"60 |      |
| 4       | 7      | Victor Johansson | Svezia        | 3'44"22 |      |
| 5       | 2      | Zhang Zhanshuo   | Cina          | 3'44"82 |      |
| 6       | 8      | Marco De Tullio  | Italia        | 3'44"92 |      |
| 7       | 6      | Petar Mitsin     | Bulgaria      | 3'45"28 |      |
| 8       | 1      | Oliver Klemet    | Austria       | 3'46"86 |      |